# Paquita (novela)
Paquita es una novela histórica corta escrita por Carolina Coronado y publicada por primera vez en 1850. Está ambientada en la corte portuguesa del siglo XVI y cuenta la historia de Paquita, una dama, protegida del rey, que se ve envuelta en una red de decisiones sobre su vida de las que ella no forma parte. El rey se ha puesto como objetivo encontrarle un marido, y así lo hace. Paquita pasa por las manos de hombres que la rechazan, otros que la acechan, tratando de conquistarla, y otros que la maltratan a la más mínima ocasión. 
A través de una narración elocuente, satírica e irónica, Carolina Coronado relata la vida de una doncella condenada a consumirse por la sociedad de su tiempo y por las convenciones sociales que reinaban en la época. La clave de humor de esta historia, que en realidad es una tragedia, la aporta la narradora, un personaje más de la historia que, al estilo de los trovadores más clásicos, cuenta la historia a un público lector y se dirige a él. 

## Publicación dePaquita
Paquita se publicó por primera vez en 1850, de la mano de Juan Álvarez, en la edición de la Imprenta y Librería Española. En esta ocasión, salió a la luz junto con otra obra de la autora, también histórica, Adoración, y contaba con un prólogo de Adolfo de Castro. Actualmente esta edición se encuentra en la Biblioteca General de Ciudad Real de la Universidad de Castilla-La Mancha.
Posteriormente, en 1999, esta novela volvió a publicarse en uno de los tres volúmenes en los que se editó la obra completa de la autora. Esta edición fue publicada por la Editora Regional de Extremadura y fue dirigida por Gregorio Torres Nebrera, quien también escribió la introducción y las notas de la recopilación. En mayo de 2022, la editorial Libros de la ballena publicará por primera vez esta obra en solitario, con una edición actualizada y divulgativa realizada por alumnos del Máster en Edición de la Universidad Autónoma de Madrid. La edición cuenta con un apéndice de poemas de la autora y un prólogo a cargo de Claudia Pérez, exalumna del máster.

## Sinopsis
Paquita es una huérfana que se encuentra bajo el ala del rey de Portugal, y por su mandato, la joven será casada, sin voz ni voto, con un noble conde. Pero Paquita cuenta con una belleza y dulzura que hace que los hombres de la corte graviten alrededor de su figura. Los hermanos del rey, las dos caras de una misma moneda, la anhelan, y mientras uno es comprensivo y se muestra como un joven enamorado, el otro es impulsivo y hostigador con Paquita. Ambos la desean de una forma insana que reduce a la joven a un mero recipiente codiciado y acosado. 

## Personajes
- Paquita: su nombre completo es Doña Francisca de Obando y la Barca d’Acebedo de Obregón y Castro, condesa del Miño. Protagonista de la historia y personaje ficticio.
- Don Francisco Sá de Miranda: poeta favorito del rey. Idealista y superficial, sueña con casarse con una mujer con un nombre bello y disfrutar en su quinta en el campo mientras ven a los patos. Es un personaje real, un poeta y dramaturgo cuya obra, escrita en castellano y portugués, es considerada introductoria del Renacimiento literario en Portugal.
- Príncipe don Fernando: Un personaje real, hermano del príncipe don Luis y del rey Juan III. Un hombre honrado y enamoradizo, constantemente enfrentado a su hermano don Luis, que se encuentra en las antípodas de su personalidad.
- Príncipe don Luis: En la línea del anterior, don Luis es hermano del príncipe don Fernando y del rey Juan III. Es machista e irrespetuoso, acostumbrado a conseguir todo lo que quiere, incluyendo aquí a las mujeres.
- Duque do Novo Mundo: Personaje ficticio y satírico. Machista y analfabeto. Prácticamente todas sus intervenciones son «Hum».
- Doña Briolanda: Aristócrata y tía de Paquita. Personaje real, cuyo nombre es Briolanja de Azevedo.
- Catalina de Austria: Personaje real. Reina de Portugal y esposa de Juan III.
- Juan III: Personaje real, rey de Portugal y hermano de los príncipes don Luis y don Fernando. Debido a una deuda con el padre de Paquita, se ve en la obligación de buscarle un marido. Marido de Catalina de Austria.

## Estructura
La novela se divide en quince capítulos y, en la edición de 2022 de Libros de la Ballena, se añade un apéndice con poemas escritos por la autora, Carolina Coronado. Los títulos de los capítulos son ya bastante esclarecedores del contenido de la obra y logran situar al lector con respecto al universo en el que se adentrará, por ejemplo: «Galantería de príncipe» (capítulo I); «Obediencia de una joven portuguesa» (capítulo III) y «Dos pájaros para un bebedero» (capítulo XII).